# Tomasz Teofil Kuliński
Tomasz Teofil Kuliński (ur. 12 grudnia 1823 w Ćmielowie, zm. 8 stycznia 1907 w Kielcach) – duchowny rzymskokatolicki, wikariusz apostolski w Kielcach w latach 1870–1872,  administrator apostolski w Kielcach w latach 1872–1883, biskup diecezjalny kielecki w latach 1883–1907.

## Życiorys
Urodził się 12 grudnia 1823 w Ćmielowie. Kształcił się w Gimnazjum Wojewódzkim w Kielcach. Od 1843 studiował w Seminarium Duchownym w Kielcach, skąd po dwóch latach został przeniesiony na dalsze studia w Akademii Duchownej w Warszawie. Studia ukończył ze stopniem kandydata teologii. Wyświęcony na prezbitera został 6 lipca 1849 w katedrze sandomierskiej przez Józefa Goldtmanna, miejscowego biskupa diecezjalnego.
Od 1850 był regensem, a od 1867 oficjałem konsystorza kieleckiego. W latach 1851–1883 prowadził wykłady w kieleckim seminarium duchownym z teologii dogmatycznej i wymowy kościelnej. Od 1850 był kanonikiem i kaznodzieją katedralnym.
22 grudnia 1870 został mianowany wikariuszem apostolskim części diecezji krakowskiej w granicach Królestwa Polskiego z siedzibą w Kielcach, zaś 23 lutego 1872 administratorem apostolskim i biskupem tytularnym Satali. Sakrę biskupią otrzymał 3 października 1872 w kościele św. Katarzyny Aleksandryjskiej w Petersburgu. Konsekrował go arcybiskup metropolita mohylewski Antoni Fijałkowski, w asyście Jerzego Iwaszkiewicza, biskupa pomocniczego mohylewskiego, i Aleksandra Gintowta-Dziewałtowskiego, biskupa pomocniczego płockiego. 15 marca 1883 został ustanowiony biskupem diecezjalnym reaktywowanej diecezji kieleckiej. Jako rządca w Kielcach powiększył liczbę parafii, dbał o aktywizację duszpasterstwa parafialnego i rozwój duchowy kleru, zreformował seminarium duchowne i przeprowadził przebudowę kościoła katedralnego. Utworzył Kieleckie Towarzystwo Dobroczynności, które wspierał finansowo, a także ufundował Dom św. Tomasza, będący sierocińcem i szkołą zawodową. Występował w obronie niezależności Kościoła wobec zaborcy. Gdy w 1893 nie zezwolił naczelnikowi Dyrekcji Nauczania w Kielcach na zwizytowanie seminarium, zostało ono zamknięte przez władze carskie pod zarzutem antyrządowego wychowywania alumnów, a wykładowców skazano na kilka lat zesłania na Syberię. W 1897 Kuliński otworzył seminarium z kadrą naukową z innych diecezji. W czasie swych rządów dwukrotnie zwizytował wszystkich parafie, udzielając sakramentu bierzmowania blisko połowie swych diecezjan.
Był współkonsekratorem podczas sakr biskupów diecezjalnych: sejneńskiego Piotra Pawła Wierzbowskiego (1872), wileńskiego Karola Hryniewieckiego (1883), łuckiego i żytomierskiego Szymona Marcina Kozłowskiego (1883) oraz lubelskiego Kazimierza Józefa Wnorowskiego (1883).
Zmarł 8 stycznia 1907 w Kielcach. Został pochowany w podziemiach katedry kieleckiej.